# El Bodaixó
El Bodaixó és una masia habilitada com a cabanya de vinya d'Arbúcies (Selva) inclosa a l'Inventari del Patrimoni Arquitectònic de Catalunya.

## Descripció
El Bodaixó és una petita edificació senzilla, situada enmig dels boscos de Mollfulleda, a 580 metres d'altitud. Es tracta d'un edifici de planta rectangular, amb el teulat a dues vessants amb caiguda a la façana. La porta principal, és rectangular amb llinda monolítica de granit, mentre que de finestres n'hi ha de dos tipus: unes són quadrangulars i es troben envoltades en pedra i d'altres tenen l'ampit de pedra granítica però els marcs i les llindes són de rajol o de fusta.
En conjunt, la casa es troba en molt mal estat, hi ha una part gairebé enrunada, amb els sostres caiguts i grans esquerdes a les parets, però un extrem del cos principal sembla estar en bon estat, la porta i la finestra estan tancades. Està tancada amb un filat, la qual cosa significa que no està abandonada, sinó que pel que es veu al seu entorn, sembla utilitzar-se com a barraca per a guardar-hi les eines del bosc.

## Història
En l'acta de consagració de l'església parroquial de Sant Quirze i Santa Julita d'Arbúcies del 923 apareix el topònim villare Bodaxone.
Al 1571, en el capbreu de Santa Maria de Palautordera, aquest mas comprenia 100 jornals de bous l'extensió.
Documentat en el Cadastre de 1743 i de 1800, també apareix en el llistat de les cases dels veïnats de pagès elaborat pel rector al 1826.
En el padró de 1883 apareix habitada per una família de 2 membes, l'any 1940 hi consten 5 persones.
També es documenta en el mapa del Montseny de Juli Serra de l'any 1890.